# Офшоринг
Офшоринг (англ. offshoring) — аутсорсинг, при котором происходит перенос бизнес-процессов из одного региона в другой.  

## Определение
По мнению П. Кита и Ф. Янга офшоринг — это аутсорсинг, пересекающий государственные границы.

## Виды офшоринга
Различаются следующие виды офшоринга:
- внутренний офшоринг — релокация бизнес-процессов в другой регион внутри одной страны;
- внешний офшоринг — релокация бизнес-процессов в другую страну.